# 所罗门兄弟
所罗门兄弟（英語：Salomon Brothers），美國华尔街著名投资银行，1910年成立，1990年代末被旅行者集团并购（现属花旗集团）。在2003年的一系列丑闻之后，该公司名字最终弃用。

## 1990年代國債醜聞
1991年5月，所羅門兄弟公司被指控1990年12月和1991年5月之間，通過提交虛假客戶報價在美國財政部債券拍賣中，將虛假客戶拍中的國債，隨後轉為公司持有，持有國債超過了法律規定每位經紀商持有不得超過35%的上限。
事件發生後，華倫·巴菲特接手擔任臨時主席，整頓因醜聞陷入困境的公司。

## 著名人物
迈克尔·布隆伯格，前纽约市市长（2001-2013），彭博有限合伙企业创始人。
迈克尔·刘易斯，作家，作有《说谎者的扑克牌》，《大空头》等书。其中《说谎者的扑克牌》是关于刘易斯本人在所罗门兄弟任职的经历。